# Kalomelová elektroda

Kalomelová elektroda

Kalomelová elektroda je sekundární elektrodou srovnávací neboli referenční a používá se jako etalon při měření pH a v elektrochemii vůbec. Kalomelovou elektrodu obvykle tvoří roztok chloridu draselného, ve kterém je ponořena rtuť pokrytá chloridem rtuťným, který se ve formě minerálu nazývá kalomel. Elektroda i roztok je umístěn ve skleněné baňce, která je někdy uzavřená gumovou čepičkou. Ta je zde proto, aby se zabránilo vytékání a vysychání roztoku. V případě, že roztok chloridu draselného přece jen trochu vyschne, je možné ho po vyjmutí gumové čepičky doplnit.